# Anstey (Leicestershire)
Anstey è un paese di 5 821 abitanti della contea del Leicestershire, in Inghilterra.